# リ・ミギョン
リ・ミギョン（Ri Mi-gyong 1990年9月30日 - ）は、北朝鮮出身の女子卓球選手。
ロンドンオリンピック（2012年）、リオデジャネイロオリンピック（2016年）北朝鮮代表。